# Trường Đại học Bách khoa, Đại học Quốc gia Thành phố Hồ Chí Minh
Trường Đại học Bách khoa (tiếng Anh: Ho Chi Minh City University of Technology, HCMUT) là trường đại học đầu ngành về lĩnh vực kỹ thuật ở miền Nam Việt Nam, thành viên của Đại học Quốc gia Thành phố Hồ Chí Minh và có trụ sở tại Diên Hồng, Thành phố Hồ Chí Minh. Trường Đại học Bách khoa được xem là một trong những trường đại học danh giá và lớn nhất Việt Nam về kỹ thuật và được xếp vào nhóm các đại học trọng điểm quốc gia.
Tiền thân của Trường Đại học Bách khoa là Trung tâm Quốc gia Kỹ thuật được thành lập từ năm 1957 dưới chính thể Việt Nam Cộng hòa. Đến năm 1972, Trung tâm Quốc gia Kỹ thuật được đổi tên thành Học viện Quốc gia Kỹ thuật. Năm 1974, Học viện Quốc gia Kỹ thuật được sát nhập vào Viện Đại học Bách khoa Thủ Đức và đổi tên thành Trường Đại học Kỹ thuật. Sau sự kiện giải phóng miền Nam, đến ngày 27 tháng 10 năm 1976, Thủ tướng Phạm Văn Đồng ký Quyết định số 426/TTg đổi tên trường thành Trường Đại học Bách khoa Thành phố Hồ Chí Minh. Đến năm 1996 trường trở thành thành viên của Đại học Quốc gia Thành phố Hồ Chí Minh và là trường có số lượng sinh viên đông nhất trong các trường thành viên (khoảng hơn 20.000 sinh viên bao gồm cả hệ đại học và cao học).

## Lịch sử

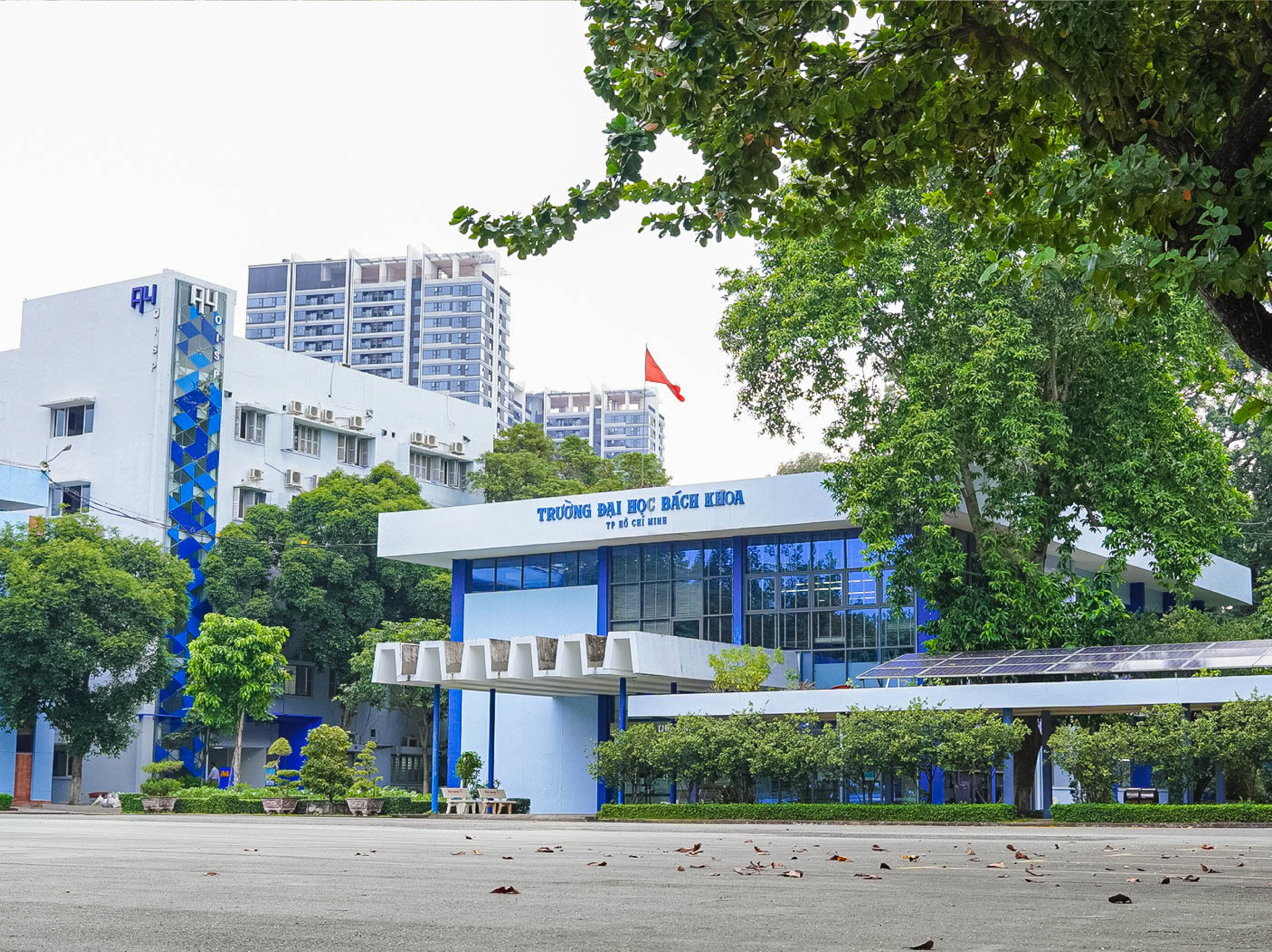
Khung cảnh trước thư viện của nhà trường

Năm 1957, Trung tâm Quốc gia Kỹ thuật được thành lập theo sắc lệnh số 213/GD ngày 29 tháng 6 năm 1957 của chính quyền Việt Nam Cộng hòa, gồm 4 trường kỹ thuật, công nghệ và chuyên nghiệp: Trường Cao đẳng Công chánh, Trường Vô tuyến Điện, Trường Hàng hải Thương thuyền và Trường Thương mại. Năm 1972, Trung tâm Quốc gia Kỹ thuật được đổi tên thành Học viện Quốc gia Kỹ thuật theo Sắc lệnh 135SL/GD ngày 15 tháng 9 năm 1972. Năm 1973, Học viện Quốc gia Kỹ thuật bị giải tán, trường được đổi tên Trường Đại học Kỹ thuật và là thành viên của Viện Đại học Bách khoa Thủ Đức.
Năm 1976, Trường được mang tên Trường Đại học Bách khoa theo Quyết định số 426/TTg ngày 27 tháng 10 năm 1976. với 5 khoa chuyên ngành đầu tiên là Xây dựng, Điện – Điện tử, Thủy lợi, Cơ khí và Hóa học. Từ đó, 27 tháng 10 được chọn là ngày thành lập Trường Đại học Bách khoa. Năm 1978, Khoa Địa chất được thành lập.
Từ năm 1980, Trường bắt đầu đào tạo bậc Tiến sĩ theo quyết định số 319-TTg ngày 17 tháng 12 năm 1980 của Thủ tướng Chính phủ về việc "Giao nhiệm vụ đào tạo trên đào tạo trên đại học cho Trường Đại học Bách khoa TP.HCM" với 20 chuyên ngành đào tạo tiến sĩ. Năm 1991, trường bắt đầu đào tạo cao học.
Năm 1991, Khoa Kỹ thuật Thủy lợi và Xây dựng được sáp nhập thành khoa Kỹ thuật Xây dựng. Năm 1992, Khoa Quản lý Công nghiệp được thành lập. Năm 1993, Hệ thống đào tạo theo tín chỉ được áp dụng, Khoa Khoa học và Kỹ thuật Máy tính được thành lập. Bộ môn Mỹ thuật Công nghiệp trực thuộc BGH đầu tiên ở phía Nam được thành lập.
Năm 1996, Trường Đại học Bách khoa chính thức trở thành thành viên của Đại học Quốc gia Thành phố Hồ Chí Minh và đổi lại tên thành Trường Đại học Kỹ thuật. Bộ môn Mỹ thuật Công nghiệp chuyển về Trường Đại học Kiến trúc do cấu trúc tổ chức Đại học Quốc gia TP.HCM. Năm 1999, Khoa Kỹ thuật Môi trường được thành lập.
Năm 2000, trường trở lại mang tên Trường Đại học Bách khoa. Khoa Kỹ thuật Giao thông được thành lập. Năm 2001, Khoa Công nghệ Vật liệu được thành lập. Năm 2003, Khoa Khoa học Ứng dụng được thành lập.
Năm 2005, Trường Đại học Bách khoa được Chính phủ trao tặng danh hiệu "Anh hùng Lao động trong thời kỳ đổi mới" Năm 2007, Trường Đại học Bách khoa được Chính phủ trao tặng "Huân chương độc lập".
Ngày 17 tháng 9 năm 2007, Văn phòng Đào tạo Quốc tế (Office for International Study Programs – OISP) được thành lập nhằm chuyên nghiệp hóa các hoạt động đào tạo quốc tế bậc đại học và sau đại học của Trường Đại học Bách khoa.

## Tổ chức và điều hành

### Cơ sở
- Cơ sở 1: 268 Lý Thường Kiệt, Phường Diên Hồng, TP.HCM.
- Cơ sở 2: Khu phố Tân Lập, Phường Đông Hòa, TP.HCM.

### Đội ngũ giảng viên
Tổng số giảng viên: 698
- Số giảng viên có học hàm Giáo sư: 14
- Số giảng viên có học hàm Phó Giáo sư: 128
- Số giảng viên có học vị Tiến sĩ/Tiến sĩ khoa học (không bao gồm GS và PGS): 266
- Số giảng viên có học vị Thạc sĩ: 248
- Số trợ giảng có trình độ Đại học: 42

(Theo số liệu cập nhật đến tháng 6 năm 2025)

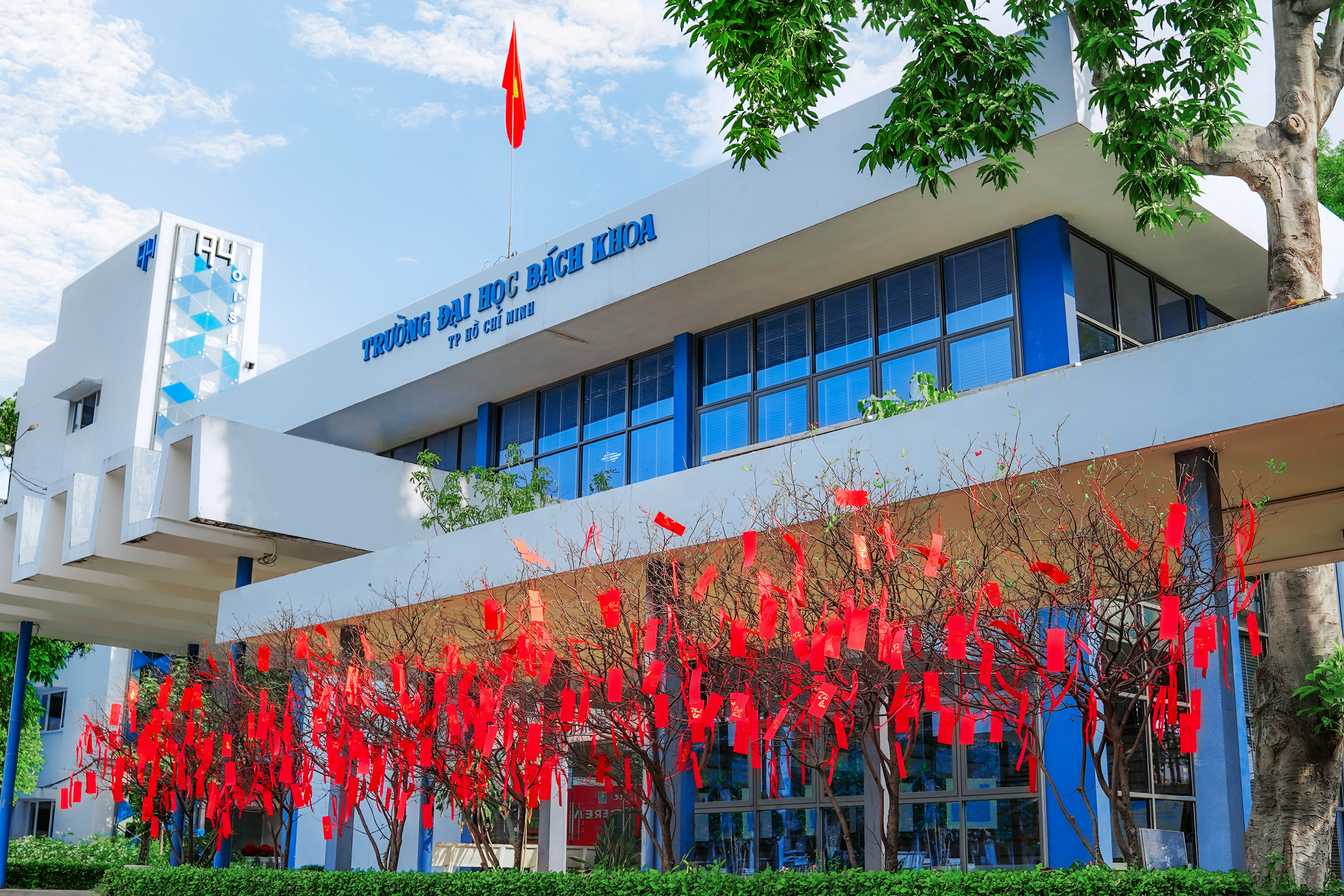
Trường Đại học Bách khoa vào xuân

### Cơ sở vật chất
- Tổng diện tích đất sử dụng của Trường (02 cơ sở) (m2): 393.008
- Diện tích sử dụng cho các hạng mục (m2): Nơi làm việc (11.801), Nơi học (66.530), Nơi vui chơi giải trí (12.724)
- Số phòng học (phòng): 256; Tổng diện tích phòng học (m2): 24.979
- Số phòng thí nghiệm (phòng): 316; Tổng diện tích (m2): 30.266
- Xưởng thực tập, thực hành (phòng): 26; Tổng diện tích (m2): 5.631

(Theo số liệu cập nhật đến tháng 4 năm 2024)

### Khoa, trung tâm, văn phòng đào tạo
- Khoa Cơ khí
- Khoa Công nghệ Vật liệu
- Khoa Điện – Điện tử
- Khoa Khoa học Ứng dụng
- Khoa Khoa học và Kỹ thuật Máy tính
- Khoa Kỹ thuật Địa chất và Dầu khí
- Khoa Kỹ thuật Giao thông
- Khoa Kỹ thuật Hóa học
- Khoa Kỹ thuật Xây dựng
- Khoa Môi trường và Tài nguyên
- Khoa Quản lý Công nghiệp
- Văn phòng Đào tạo Quốc tế
- Trung tâm Ngoại ngữ

### Trung tâm trực thuộc
- Trung tâm Nghiên cứu – Ứng dụng Kỹ thuật Xây dựng[2]
- Trung tâm Nghiên cứu Công nghệ và Thiết bị Công nghiệp[3]
- Trung tâm Nghiên cứu Thiết bị và Công nghệ Cơ khí Bách khoa[4]
- Trung tâm Nghiên cứu và Hỗ trợ Đào tạo Quản trị Doanh nghiệp[5]
- Trung tâm Nghiên cứu về Nước Khu vực Châu Á (CARE)[6]
- Trung tâm Ươm tạo Doanh nghiệp Công nghệ[7]
- Trung tâm Công nghệ Lọc hóa dầu[8]
- Trung tâm Bồi dưỡng Kỹ thuật – Văn hóa Bách khoa[9]
- Trung tâm Ngoại ngữ[10]
- Trung tâm Kỹ thuật Điện toán[11]
- Trung tâm Công nghệ Thông tin Địa lý[12]
- Trung tâm Nghiên cứu Vật liệu polyme[13]

### Công ty trực thuộc
- Công ty Cổ phần Khoa học Công nghệ Bách khoa Thành phố Hồ Chí Minh

## Thành tích đào tạo
Trường Đại học Bách khoa đã nhận được Huân chương Lao động hạng Nhất (1998), Huân chương Độc lập hạng Ba (2002), danh hiệu Anh hùng Lao động thời kỳ đổi mới (2005), Huân chương Độc lập hạng Nhì (2007) và Huân chương Độc lập hạng Nhất (2012) cùng với nhiều bằng khen của Thủ tướng Chính phủ và các Bộ, ban ngành, đoàn thể.
Trường Đại học Bách khoa đạt nhiều giải thưởng trong và ngoài nước. Trong 10 năm gần đây đã đạt 208 giải Olympic trong đó có 31 giải nhất, 29 giải nhì, 72 giải ba. Đặc biệt sinh viên trường Đại học Bách khoa đã ba lần đạt chức vô địch Robocon châu Á – Thái Bình Dương năm 2002 (Nhật Bản, năm đầu tiên tổ chức), 2004 (Hàn Quốc) và 2006 (Malaysia).
Năm 2014, trường đạt tiêu chuẩn kiểm định ABET ở 2 ngành Khoa học Máy tính và Kỹ thuật Máy tính, trở thành trường đầu tiên và duy nhất ở Việt Nam đạt chuẩn kiểm định ABET. Năm 2017, trường đạt tiêu chuẩn AUN-QA do Mạng lưới các trường đại học Đông Nam Á (AUN) đánh giá. Bộ tiêu chuẩn đánh giá cấp trường của AUN-QA được các chuyên gia hàng đầu trong ASEAN xây dựng gồm 25 tiêu chuẩn, 111 tiêu chí, bao quát tất cả các lĩnh vực của một trường đại học như quản lý chiến lược, hệ thống, chức năng và kết quả hoạt động. Bộ tiêu chuẩn này tương thích với bộ tiêu chuẩn của Hoa Kỳ và châu Âu. Đây là trường đại học thành viên đầu tiên của Đại học Quốc gia Thành phố Hồ Chí Minh và là trường thứ hai trong cả nước được đánh giá ngoài theo tiêu chuẩn AUN-QA, trường thứ tư được đánh giá trong toàn khu vực Đông Nam Á.
Ngoài ra, trường là đơn vị có số lượng chương trình đạt chuẩn kiểm định quốc tế nhiều nhất trên phạm vi toàn quốc với 29 chương trình đạt chuẩn quốc tế (HCERES, ABET, CTI, FIBAA, ...). Hiện nay trường đang định hướng trở thành trường đầu tiên của Việt Nam với tất cả các chương trình đào tạo được kiểm định chất lượng bởi các tổ chức quốc tế, định hướng cho sinh viên vươn ra thị trường việc làm quốc tế, cạnh tranh cùng các nước trong khu vực.

## Hiệu trưởng qua các nhiệm kỳ
- 1975–1976     GS.TS.VS. Đặng Hữu
- 1977–1982     GS.TS. Trần Hồng Quân
- 1982–1989     NGND.PGS.TS. Huỳnh Văn Hoàng
- 1989–1998     NGND.GS.TSKH. Trương Minh Vệ
- 1998–2007     NGND.GS.TS. Phan Thị Tươi
- 2007–2017     GS.TS. Vũ Đình Thành
- 2018–nay       NGƯT.GS.TS. Mai Thanh Phong

## Cựu sinh viên tiêu biểu
Lãnh đạo cấp nhà nước
- Trần Lưu Quang, Trưởng Ban Kinh tế Trung ương, nguyên Phó Thủ tướng Chính phủ nước Cộng hòa xã hội chủ nghĩa Việt Nam
- Trương Hòa Bình, nguyên Phó Thủ tướng Thường trực Chính phủ nước Cộng hòa xã hội chủ nghĩa Việt Nam
- Trần Hồng Minh, Ủy viên Trung ương Đảng, Bộ trưởng Bộ Giao thông vận tải
- PGS. TS. Phan Thanh Bình, nguyên Giám đốc Đại học Quốc gia TP.HCM, nguyên CN UB VH, GD, Thanh niên, Thiếu niên và Nhi đồng Quốc hội
- Phan Văn Sáu, nguyên Tổng Thanh tra Chính phủ Việt Nam, nguyên Bí thư Tỉnh ủy tỉnh Sóc Trăng
- TS. Phạm Đức Long, Thứ trưởng Bộ Khoa học và Công nghệ, nguyên Thứ trưởng Bộ Thông tin và Truyền thông

Lãnh đạo cấp Tỉnh, Thành phố
- Nguyễn Hồ Hải, Bí thư Tỉnh ủy Cà Mau, Nguyên Phó Bí thư Thành ủy TP.HCM
- Nguyễn Thị Thu Hà, Nguyên Phó Chủ tịch UBND TP.HCM
- Võ Văn Minh, Chủ tịch UBND tỉnh Bình Dương
- Huỳnh Quốc Việt, Chủ tịch UBND tỉnh Cà Mau
- Phạm Văn Tân, Nguyên Chủ tịch UBND tỉnh Tây Ninh
- Đặng Minh Thông, Phó Chủ tịch UBND tỉnh Bà Rịa - Vũng Tàu
- Nguyễn Minh Lâm, Phó Chủ tịch UBND tỉnh Long An
- Nguyễn Phước Thiện, Phó Chủ tịch UBND tỉnh Đồng Tháp
- Trần Trí Quang, Phó chủ tịch UBND tỉnh Đồng Tháp
- Nguyễn Thanh Nhàn, Phó Chủ tịch UBND tỉnh Kiên Giang

Nhà khoa học nổi tiếng thế giới
- GS. Dương Quang Trung, Giáo sư tại Đại học Memorial ở Newfoundland, Canada và thỉnh giảng tại Đại học Queen's Belfast, Anh

Lãnh đạo các tập đoàn kinh tế lớn/ Tổng công ty/ Công ty quy mô lớn
- Huỳnh Quang Liêm, Tổng giám đốc Tập đoàn VNPT
- Lâm Du Sơn, nguyên Phó Tổng giám đốc, Ủy viên Hội đồng quản trị Tập đoàn Điện lực Việt Nam
- Trần Bá Dương, Chủ tịch Hội đồng quản trị Công ty cổ phần Tập đoàn Trường Hải (THACO)[17]
- Hồ Minh Trí, Chủ tịch Hội đồng quản trị Công ty Đầu tư Thương mại Phát Tiến

Nghệ thuật
- Nguyên Khang[18], người dẫn chương trình, quán quân của cuộc thi Cầu vồng – lĩnh vực Người dẫn chương trình của VTV6 năm 2009, quán quân của Sinh ra để tỏa sáng năm 2017 trên VTV3 với sở đoản Nhạc cụ dân tộc.
- Chi Bảo, diễn viên, người dẫn chương trình, chủ tịch hội đồng quản trị của công ty Thương Hiệu